# Fotogrammi d'argento 2001
La 51ª edizione dei Fotogrammi d'argento, assegnati dalla rivista spagnola di cinema Fotogramas, si è svolta il 26 febbraio 2001.

## Premi e candidature

### Miglior film spagnolo
- La comunidad - Intrigo all'ultimo piano (La comunidad), regia di Álex de la Iglesia
- Leo, regia di José Luis Borau

### Miglior film straniero
- Una storia vera (The Straight Story), regia di David Lynch  ·   Stati Uniti

### Fotogrammi d'onore
- Aurora Bautista

### Miglior attrice cinematografica
- Carmen Maura - La comunidad - Intrigo all'ultimo piano (La comunidad)
- Lydia Bosch - You're the One - Una Historia de Entonces (Una historia de entonces)
- Marta Belaustegui - Marta y alrededores

### Miglior attore cinematografico
- Javier Bardem - Seconda pelle (Segunda piel)
- Carmelo Gómez - El portero
- Eduardo Noriega - Plata quemada

### Miglior attrice televisiva
- Cristina Marcos - El grupo ed Un chupete para ella
- Lola Dueñas - Policias, en el corazon de la calle
- Tina Sáinz - Compañeros

### Miglior attore televisivo
- Juanjo Puigcorbé - Un chupete para ella
- Hector Alterio - El grupo
- Josep Maria Pou - Policias, en el corazon de la calle
- Daniel Guzmán - Policias, en el corazon de la calle

### Miglior attrice teatrale
- Luisa Martin - El verdugo
- Magüi Mirá - Escenas de un matrimonio
- Emma Vilarasau - Un tranvia llamado deseo

### Miglior attore teatrale
- Lluís Homar - Amleto
- Juan Echanove - El verdugo
- Joan Pera - Una jaula de locos